# 扎麻什乡
扎麻什乡，是中华人民共和国青海省海北藏族自治州祁连县下辖的一个乡镇级行政单位。

## 行政区划
扎麻什乡下辖以下地区：
鸽子洞村、地盘子村、郭米村、河北村、河东村、河西村、棉沙湾村和夏塘村。